# Mouriri arborea
Mouriri arborea är en tvåhjärtbladig växtart som beskrevs av George Gardner. Mouriri arborea ingår i släktet Mouriri och familjen Melastomataceae. Inga underarter finns listade i Catalogue of Life.